# Rubus britannicus
Espèce
Rubus britannicus est une espèce de plantes à fleurs de la famille des rosacées et du genre Rubus.

## Description
Rubus britannicus a des turions brun pâle ou jaune teinté de rouge, pruineux, et pourvus d’aiguillons rouges à leur base et jaune à leurs extrémités. Il comporte des feuilles pédalées (qui qualifie une feuille à plusieurs segments, le médian étant libre et les latéraux s'insérant chacun sur celui qui le précède) de trois folioles, parfois cinq mais toujours en nombre impair. Le foliole terminal est plus ou moins ovale, grossièrement denté et se finit par une pointe émoussée. La face supérieure des feuilles est glabrescente, celle inférieure est pubescente.
Les fleurs  d'un diamètre de vingt à vingt-cinq millimètres, sont blanches. L'inflorescence est toute petite, elle ne comporte que trois fleurs. Les sépales sont pointus et de couleur verte. La floraison a lieu en juillet.
Les fruits sont peu nombreux et sont appelés des drupeoles.

## Habitat
Cette ronce s'est naturalisée en forêt et lisière de bois.